# Daniel Eberlin

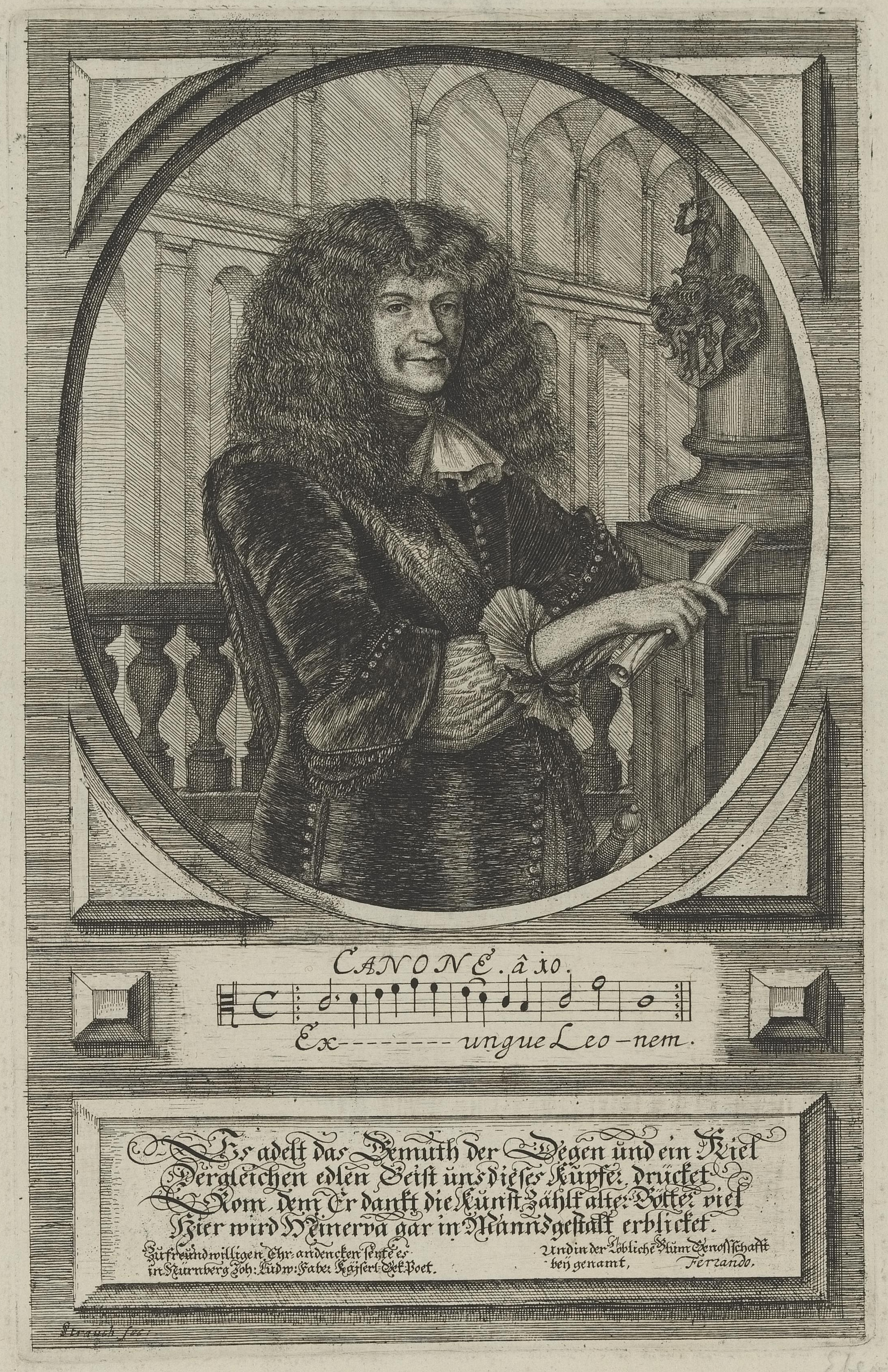
Daniel Eberlin

Daniel Eberlin (Norimberga, 4 dicembre 1647 – Kassel, 1715) è stato un compositore e direttore d'orchestra tedesco dell'epoca barocca.

## Biografia
Eberlin ebbe uno stile di vita vagabondo. Dopo una breve carriera militare (avrebbe militato come ufficiale nell'esercito pontificio), fu bibliotecario nella sua città natale, Norimberga. Più tardi divenne maestro di cappella presso la corte di Eisenach. Dal 1713 visse a Kassel, dove morì.
Eberlin compose diverse cantate da chiesa e un gruppo di trio sonate, tuttavia, soltanto poche delle sue opere sono pervenute ai nostri giorni. Uno dei suoi allievi fu Georg von Bertouch, un compositore di origine tedesca che passò la maggior parte della sua vita adulta in Norvegia. Eberlin era sposato ed ebbe otto figli. Sua figlia Amalia Louise Juliane è stata la prima moglie del compositore Georg Philipp Telemann. Presumibilmente, ha proposto duemila diversi scordature per il violino.